# 大泉 (加利福尼亞州)
大泉（英語：Big Springs）是位於美國加利福尼亞州錫斯基尤縣的一個非建制地區。該地的面積和人口皆未知。

## 地理
大泉的座標為41°35′44″N 122°24′18″W / 41.59556°N 122.40500°W，而該地的平均海拔高度為796米（即2612英尺）。